# Anne-Lise Bardet
Anne-Lise Bardet (Oyonnax, Ain, 18 de novembro de 1969) é uma ex-canoísta de slalom francesa na modalidade de canoagem.

## Carreira
Foi vencedora da medalha de bronze em Slalom K-1 em Sydney 2000.